# Ben Hur (film 2003)
Ben Hur è un film d'animazione del 2003 basato sull'omonimo romanzo di Lew Wallace e sull'omonimo film del 1959.
In Italia il film è stato trasmesso direttamente in televisione su Italia 1 il 20 dicembre 2003.

## Trama
I secolo d.C., Baldassarre aspetta nel deserto l'arrivo di Melchiorre e Gasparre, per andare a Betlemme. La storia si svolge in seguito 30 anni dopo la nascita di Gesù.
Dopo la crocifissione e la deposizione di Gesù, Maria Maddalena vede il Messia uscire dalla tomba e ascendere in cielo, affidando agli apostoli la missione di diffondere il Vangelo.
Ben-Hur, ora sposato con Esther, racconta quindi ai suoi figli la sua storia e la sua fede in Gesù.

## Differenze con i film
- A differenza degli omonimi film del 1925 e del 1959, Gesù viene mostrato in volto e ascoltiamo le sue parole.
- Inoltre, Messala, zoppo, si avvicina a Ben-Hur per ottenere il perdono e si unisce alla famiglia di Ben-Hur e Baldassare per testimoniare la passione di Gesù e Ben-Hur dà acqua a quest'ultimo sulla via del Calvario.
- Mentre Gesù muore, Ben-Hur e la sua famiglia, con Baldassarre, Messala ed Ester, stringono le mani in preghiera. I miracoli, infine, avvengono quando Gesù guarisce la famiglia di Ben-Hur dalla lebbra e permette a Messala di camminare di nuovo, il quale si avvicina alla croce per ringraziarlo.